# Storth
Storth – wieś w Anglii, w Kumbrii. Leży 13,3 km od miasta Kendal, 76,4 km od miasta Carlisle i 351,4 km od Londynu. W 2015 miejscowość liczyła 950 mieszkańców.